# Septembre 1873

## Événements
- 16 septembre : fin de l'occupation allemande en France.

- 18 septembre : Panique bancaire à Wall Street.

- 25 septembre :
  - Début du règne de Hasan Ier, sultan du Maroc (fin en 1894).
  - Mexique : les libéraux obtiennent l’incorporation à la Constitution des lois de réforme de 1857 qui consacrent une situation d’extrême faiblesse de l’Église catholique.

## Naissances
- 8 septembre : Alfred Jarry, poète, romancier et dramaturge français.
- 9 septembre : John Pratt, homme politique britannique († 27 octobre 1952).
- 16 septembre : Alfred Bastien, peintre belge († 7 janvier 1955).
- 20 septembre : Sidney Olcott, cinéaste
- 28 septembre : Wacław Berent, écrivain, romancier et traducteur polonais. († 19 ou 22 novembre 1940).

## Décès
- 7 septembre : Jules Verreaux, ornithologue français (° 1807).
- 10 septembre : Constant-Louis-Félix Smith, peintre français (° 18 novembre 1788).
- 26 septembre : John Farrell, premier évêque de Hamilton.
- 28 septembre : Émile Gaboriau, écrivain français (° 1832).